# Liste der katholischen Pfarreien der Stadt Rom
Diese Liste der katholischen Pfarreien der Stadt Rom umfasst alle 354 Pfarreien, welche zum Gemeindegebiet der Hauptstadt Rom gehören. Sie ist nach den Munizipien eingeteilt.
Die Pfarreien gehören zu den folgenden Diözesen:
- Bistum Rom (331);
- Bistum Porto-Santa Rufina (15);
- Bistum Frascati (4);
- Bistum Ostia (2);
- Bistum Tivoli (2).

Das Gebiet der römischen Exklave Polline Martignano gehört zum Bistum Civita Castellana und hat keine Pfarrkirche auf ihrem Gebiet.

## Municipio I
1. Sant’Andrea delle Fratte
2. San Giacomo in Augusta
3. San Lorenzo in Lucina

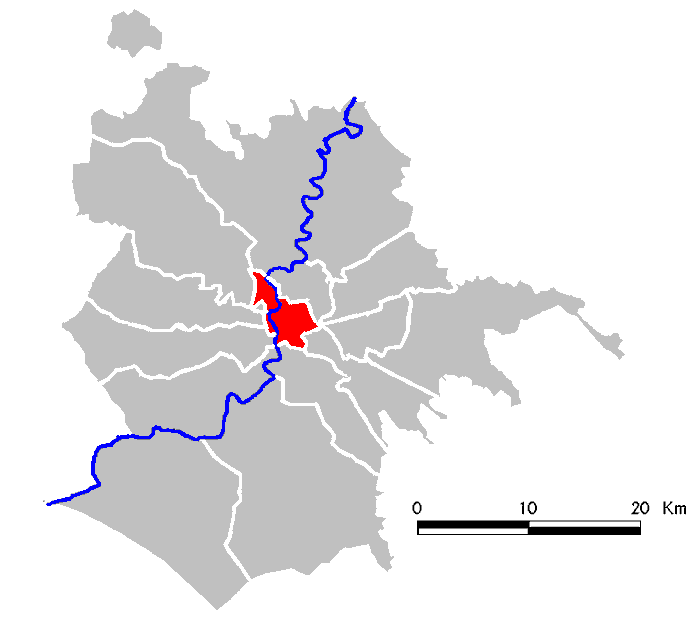
Karte des Municipio I

4. San Marco Evangelista al Campidoglio
5. Santa Maria del Popolo
6. Santa Maria in Aquiro
7. Santa Maria in Via
8. Santi XII Apostoli
9. Sant’Agostino in Campo Marzio
10. Santi Biagio e Carlo ai Catinari
11. San Giovanni Battista dei Fiorentini
12. San Lorenzo in Damaso
13. Santa Maria in Portico in Campitelli
14. Santa Maria in Vallicella
15. San Salvatore in Lauro
16. Santissima Trinità dei Pellegrini
17. San Crisogono
18. Santa Dorotea
19. San Francesco d’Assisi a Ripa Grande
20. Santa Marcella
21. Santa Maria in Trastevere
22. Santa Maria Liberatrice
23. Santa Prisca
24. San Saba
25. San Camillo De Lellis
26. Sacro Cuore di Gesù a Castro Pretorio
27. Santa Maria ai Monti
28. Santa Maria degli Angeli e dei Martiri
29. Santi Vitale e Compagni Martiri in Fovea
30. Santa Bibiana
31. Santa Croce in Gerusalemme
32. Sant’Eusebio all’Esquilino
33. Santi Marcellino e Pietro al Laterano
34. Santa Maria in Domnica alla Navicella
35. Santa Maria Maggiore in San Vito
36. Santissimo Salvatore e Santi Giovanni Battista ed Evangelista in Laterano
37. Santi Sergio e Bacco degli Ucraini[1]
38. Santi Silvestro e Martino ai Monti
39. Sacro Cuore di Cristo Re
40. Sacro Cuore di Gesù in Prati
41. San Gioacchino in Prati
42. San Giuseppe al Trionfale
43. Santa Lucia
44. Santa Maria del Rosario in Prati
45. Santa Maria delle Grazie al Trionfale
46. Santa Maria in Traspontina
47. Santa Maria Regina Apostolorum

## Municipio II
1. Santa Croce a Via Flaminia

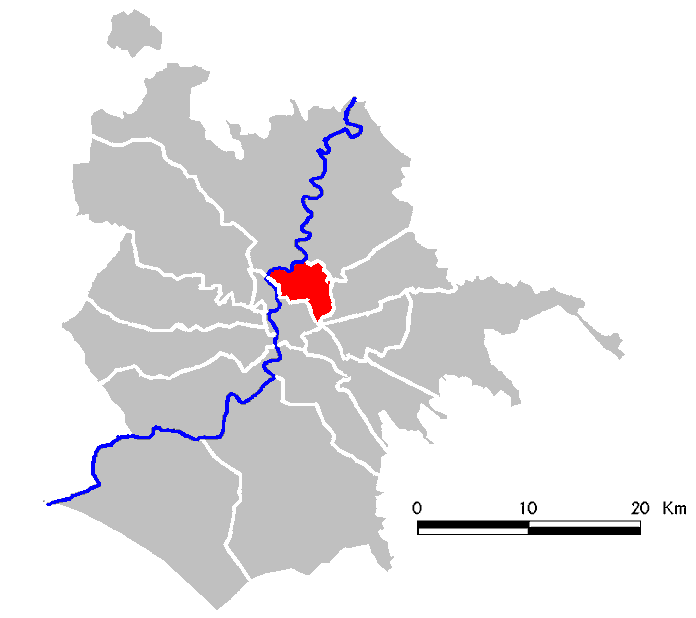
Karte des Municipio II

2. Sacro Cuore Immacolato di Maria ai Parioli
3. Sant’Eugenio
4. San Luigi Gonzaga
5. San Roberto Bellarmino
6. Santa Teresa d’Avila
7. San Valentino
8. Sant’Agnese fuori le Mura
9. Sacri Cuori di Gesù e Maria
10. Sant’Emerenziana
11. Santa Maria della Mercede e Sant’Adriano
12. Santa Maria Goretti
13. San Saturnino
14. Santissima Trinità a Villa Chigi
15. Sant’Angela Merici
16. Santa Francesca Cabrini
17. San Giuseppe a Via Nomentana
18. Sant’Ippolito
19. San Lorenzo fuori le Mura
20. Santa Maria Immacolata e San Giovanni Berchmans
21. Nostra Signora del Santissimo Sacramento e Santi Martiri Canadesi
22. Santi Sette Fondatori
23. San Tommaso Moro

## Municipio III
1. Sant’Alberto Magno

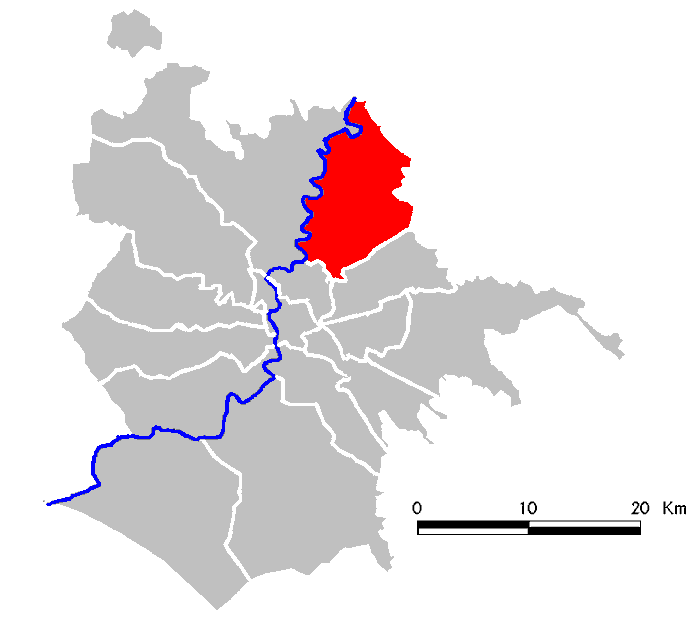
Karte des Municipio III

2. Sant’Antonio da Padova a Via Salaria
3. San Clemente
4. Santi Crisante e Daria
5. Santa Felicita e Figli Martiri
6. San Frumenzio
7. San Giovanni della Croce
8. Sant’Innocenzo I Papa e San Guido Vescovo
9. Santa Maria Assunta al Tufello
10. Santa Maria della Speranza
11. Santissimo Redentore a Val Melaina
12. Sant’Ugo
13. Sant’Achille
14. Sant’Alessandro
15. Santi Angeli Custodi
16. San Domenico di Guzman
17. Santa Gemma Galgani
18. Gesù Bambino a Sacco Pastore
19. San Giovanni Crisostomo
20. Santa Maria delle Grazie a Casal Boccone
21. San Mattia
22. San Ponziano

## Municipio IV
1. Sant’Agostina Pietrantoni
2. Sant’Alessio
3. San Basilio
4. San Benedetto Giuseppe Labre
5. San Cleto

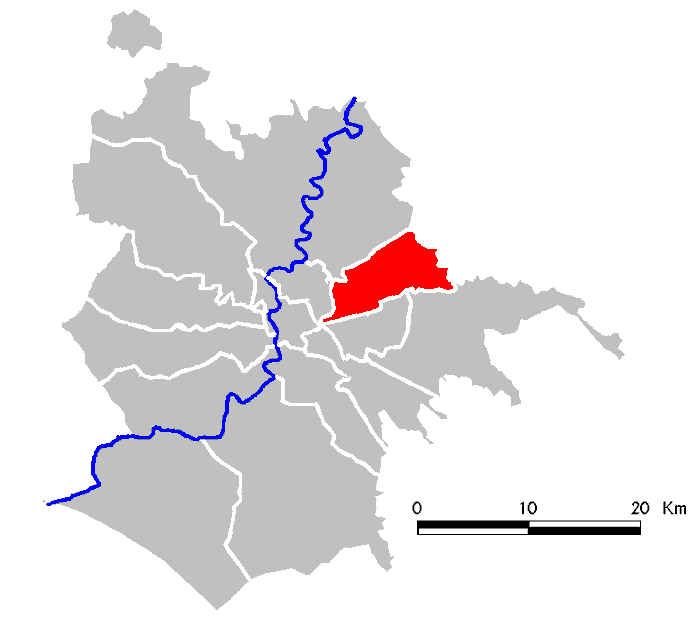
Karte des Municipio IV

6. Sacro Cuore di Gesù a Ponte Mammolo
7. Sant’Enrico
8. San Gelasio I Papa
9. San Liborio
10. Santa Maria dell’Olivo
11. Santa Maria Maddalena de’ Pazzi
12. Sant’Atanasio
13. Santa Bernadette Soubirous
14. San Fedele da Sigmaringa
15. Gesù di Nazareth
16. San Giovanni Battista in Collatino
17. San Giuseppe Artigiano a Via Tiburtina
18. Sant’Igino Papa
19. Santa Maria del Soccorso
20. Santa Maria della Visitazione
21. San Michele Arcangelo a Pietralata
22. San Romano Martire
23. San Vincenzo Pallotti

## Municipio V
1. San Barnaba
2. Sant’Elena
3. Santa Giulia Billiart
4. San Giuseppe Cafasso
5. San Leone I
6. San Luca Evangelista

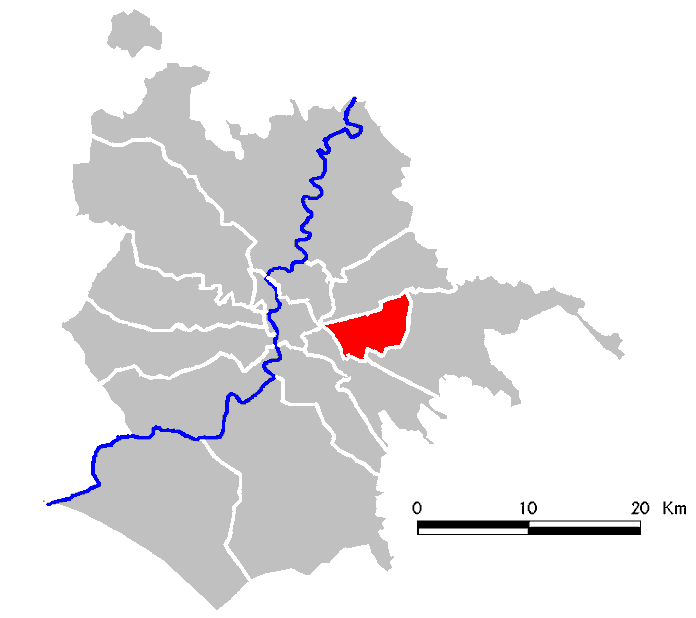
Karte des Municipio V

7. Santi Marcellino e Pietro ad duas Lauros
8. Santa Maria Consolatrice
9. Sant’Agapito
10. San Bernardo di Chiaravalle
11. Sacra Famiglia di Nazareth a Centocelle
12. San Felice da Cantalice
13. San Gerardo Maiella
14. Sant’Ireneo a Centocelle
15. Santa Maria Addolorata
16. Santa Maria Madre della Misericordia
17. Santa Maria Mediatrice
18. Santissimo Sacramento a Tor de’ Schiavi
19. Ascensione di Nostro Signore Gesù Cristo
20. San Bonaventura da Bagnoregio
21. San Cirillo Alessandrino
22. Dio Padre Misericordioso
23. San Francesco di Sales alla Borgata Alessandrina
24. San Giovanni Leonardi
25. San Giustino
26. Santa Maria Immacolata e San Vincenzo De’ Paoli
27. Santa Maria Regina Mundi
28. Nostra Signora del Suffragio e Sant’Agostino di Canterbury
29. Nostra Signora di Czestochowa
30. San Tommaso d’Aquino

## Municipio VI
1. San Bernardino da Siena
2. Sant’Edith Stein
3. San Gaudenzio a Torre Nova
4. San Giovanni Maria Vianney
5. Santa Margherita Maria Alacoque

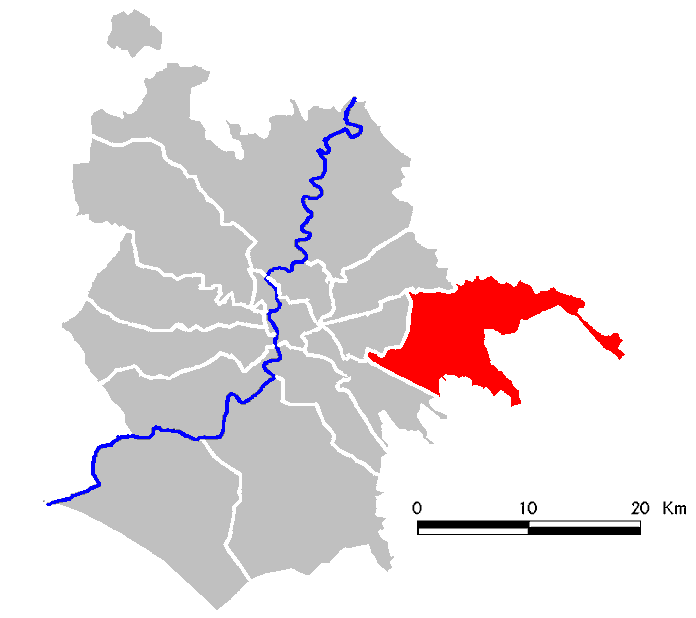
Karte des Municipio VI

6. Santa Maria Causa Nostrae Laetitiae
7. Santa Maria della Fiducia
8. Santa Maria Madre del Redentore
9. Santa Maria Madre dell’Ospitalità
10. Resurrezione di Nostro Signore Gesù Cristo
11. Santa Rita a Torre Angela
12. Santi Simone e Giuda Taddeo a Torre Angela
13. Sant’Eligio
14. Santa Maria di Loreto
15. Santa Maria Josefa del Cuore di Gesù
16. San Massimiliano Kolbe a Via Prenestina
17. San Patrizio
18. Santa Teresa di Calcutta
19. Santissima Trinità a Lunghezza
20. San Michele Arcangelo[2]
21. di San Vittorino[2]

## Municipio VII

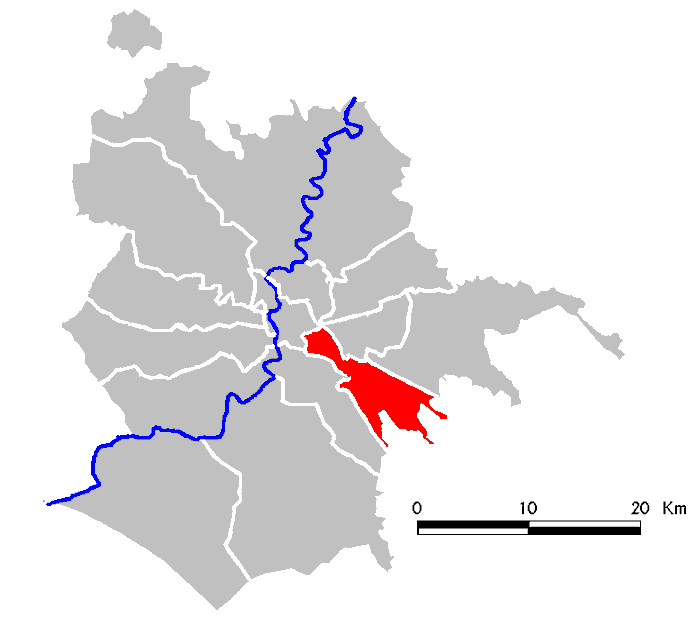
Karte des Municipio VII

1. Sant’Antonio a Circonvallazione Appia
2. Santi Antonio e Annibale Maria
3. Santa Caterina da Siena
4. Santissimo Corpo e Sangue di Cristo
5. Santi Fabiano e Venanzio
6. San Gaspare del Bufalo
7. San Giovanni Battista De Rossi
8. San Giuda Taddeo Apostolo
9. Santa Maria Ausiliatrice
10. San Martino I Papa
11. Natività di Nostro Signore Gesù Cristo
12. Santissimo Nome di Maria
13. Ognissanti
14. Assunzione di Maria
15. San Gabriele dell’Addolorata
16. Santi Gioacchino ed Anna
17. San Giovanni Bosco
18. San Giuseppe Moscati
19. Santa Maria del Buon Consiglio a Porta Furba
20. Santa Maria Domenica Mazzarello
21. San Policarpo
22. San Stanislao
23. Sant’Andrea Corsini
24. Sant’Anna
25. Santa Barbara
26. San Ferdinando Re
27. San Girolamo Emiliani
28. Sant’Ignazio d’Antiochia
29. Santi Mario e Compagni Martiri
30. San Matteo
31. San Raimondo Nonnato
32. Santo Stefano Protomartire
33. San Tarcisio
34. Cristo Re[3]
35. Santa Maria Madre della Chiesa[3]
36. Sant’Andrea Apostolo[3]
37. Santa Maria Regina della Pace[3]

## Municipio VIII

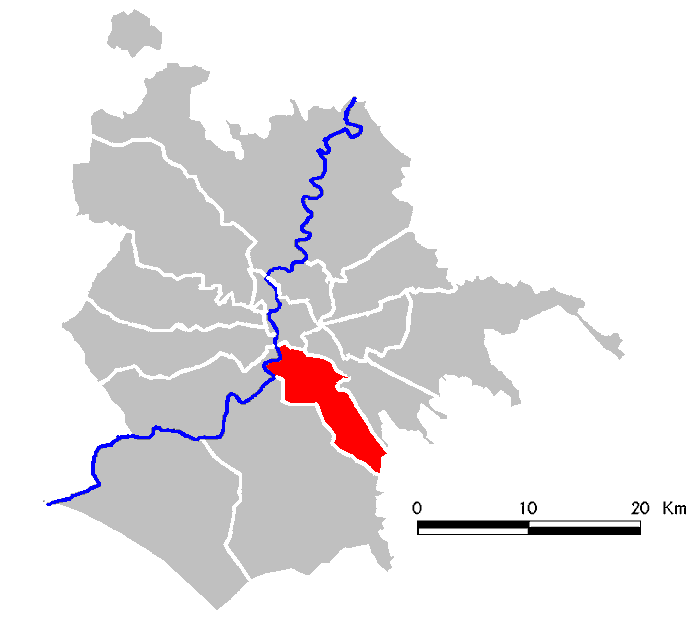
Karte des Municipio VIII

1. Santissima Annunziata a Via Ardeatina
2. Santa Francesca Romana
3. Gesù Buon Pastore
4. San Josemaria Escrivà
5. Santi Martiri dell’Uganda
6. Nostra Signora di Lourdes a Tor Marancia
7. San Sebastiano fuori le Mura
8. San Vigilio
9. San Benedetto
10. San Filippo Neri in Eurosia
11. San Francesco Saverio alla Garbatella
12. Santa Galla
13. San Leonardo Murialdo
14. Santa Maria Regina degli Apostoli alla Montagnola

## Municipio IX
1. Santa Giovanna Antida Thouret
2. San Giovanni Battista de La Salle
3. San Giuseppe da Copertino
4. San Gregorio Barbarigo

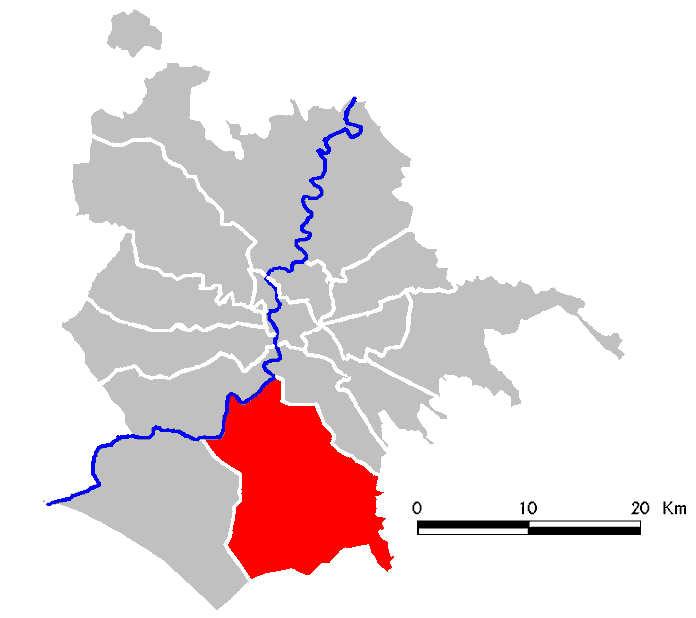
Karte des Municipio IX

5. San Marco Evangelista in Agro Laurentino
6. Santa Maria del Carmelo
7. Santa Maria Mater Ecclesiae
8. Santa Maria Stella dell’Evangelizzazione
9. San Mauro Abate
10. Sante Perpetua e Felicita
11. Santi Pietro e Paolo
12. Spirito Santo alla Ferratella
13. Sant’Anselmo alla Cecchignola
14. San Carlo Borromeo
15. Gesù Divin Salvatore
16. San Giovanni Evangelista a Spinaceto
17. Santa Maria Assunta e San Michele a Castel Romano
18. Santa Maria del Divino Amore a Castel di Leva
19. Santa Maria della Consolazione
20. San Romualdo Abate

## Municipio X
1. Sant’Agostino Vescovo[4]
2. Sant’Aurea a Ostia Antica[4]

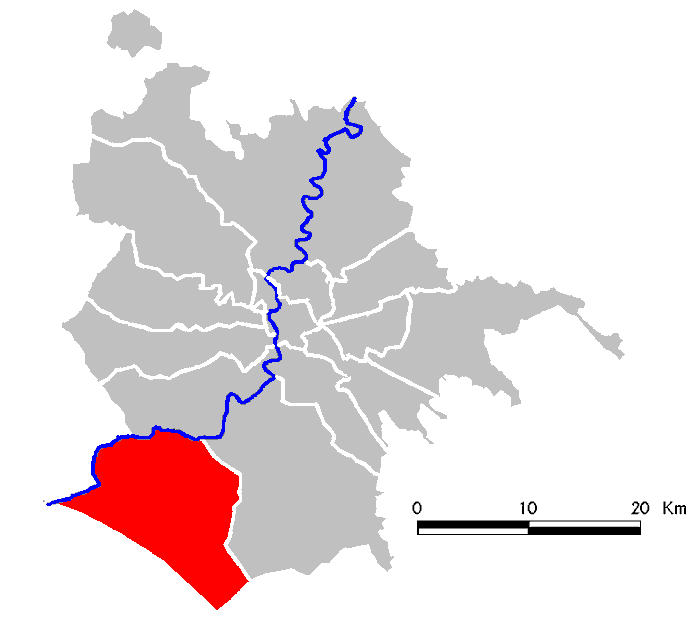
Karte des Municipio X

3. Santa Maria Regina Pacis a Ostia Lido
4. Santa Maria Stella Maris
5. Santa Monica
6. San Nicola di Bari
7. Nostra Signora di Bonaria
8. San Vincenzo de’ Paoli
9. San Carlo da Sezze
10. San Corbiniano
11. San Giorgio
12. San Leonardo da Porto Maurizio
13. Santa Melania Juniore
14. San Timoteo
15. San Tommaso Apostolo
16. Santi Cirillo e Metodio
17. Sacro Cuore di Gesù Agonizzante
18. San Francesco d’Assisi ad Acilia
19. San Giovanni XXIII
20. Santa Maria del Ponte e San Giuseppe
21. Santa Maria del Soccorso e San Filippo Neri a Castelporziano
22. Santa Maria Regina dei Martiri in Via Ostiense
23. San Maurizio Martire
24. San Pier Damiani
25. San Pio da Pietrelcina

## Municipio XI
1. Santi Aquila e Priscilla
2. Sacra Famiglia a Via Portuense
3. Gesù Divino Lavoratore
4. San Gregorio Magno

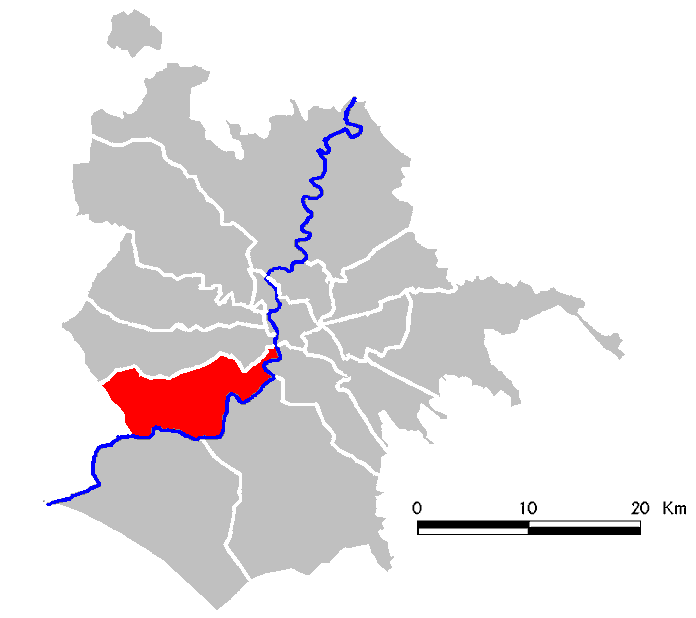
Karte des Municipio XI

5. Santa Maria del Carmine e San Giuseppe al Casaletto
6. Santa Maria del Rosario ai Martiri Portuensi
7. Nostra Signora di Valme
8. San Raffaele Arcangelo
9. Santa Silvia
10. Santo Volto di Gesù
11. San Bruno
12. Santissimo Crocifisso
13. Sacra Famiglia a Villa Troili
14. San Girolamo a Corviale
15. Santa Maria Madre della Divina Grazia[5]
16. Santa Maria della Perseveranza
17. Natività di Maria
18. San Paolo della Croce

## Municipio XII
1. San Damaso

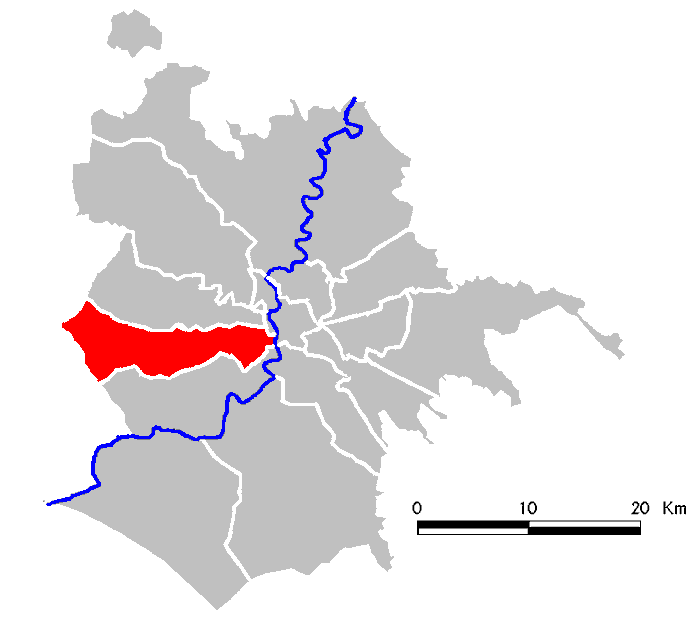
Karte des Municipio XII

2. Santi Francesco e Caterina Patroni d’Italia
3. San Giulio
4. Santa Maria Madre della Provvidenza
5. Santa Maria Regina Pacis a Monteverde
6. Nostra Signora de La Salette
7. Nostra Signora di Coromoto
8. San Pancrazio
9. Trasfigurazione di Nostro Signore Gesù Cristo
10. Corpus Domini[5]
11. Madonna di Fatima[5]
12. Santa Maria Goretti[5]

## Municipio XIII
1. Sant’Ambrogio

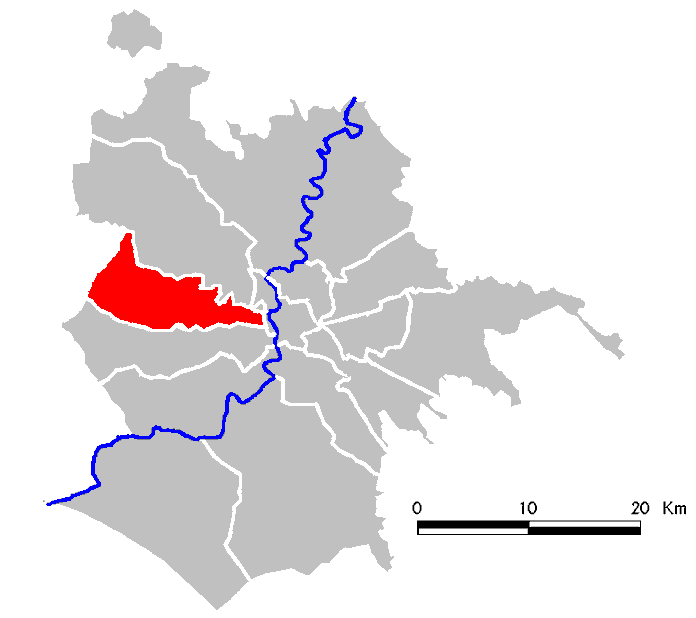
Karte des Municipio XIII

2. San Filippo Neri alla Pineta Sacchetti
3. San Giovanni Nepomuceno Neumann
4. San Giuseppe all’Aurelio
5. San Giuseppe Cottolengo
6. San Gregorio VII
7. San Lino
8. Santa Maria delle Grazie alle Fornaci
9. Santa Maria Immacolata di Lourdes
10. Santa Maria Janua Coeli
11. Nostra Signora di Guadalupe e San Filippo in Via Aurelia
12. San Pio V
13. Santi Protomartiri Romani
14. Santa Maria di Nazareth[5]
15. Santa Rita da Cascia[5]
16. Santi Marco Evangelista e Pio X[5]
17. Spirito Santo[5]

## Municipio XIV
1. San Cipriano
2. Santa Faustina Kowalska
3. Gesù Divino Maestro
4. San Luigi Grignon de Montfort

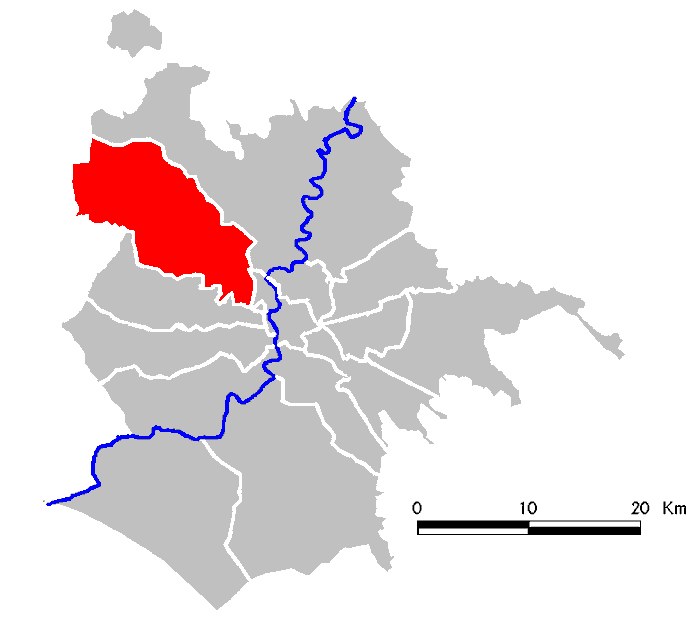
Karte des Municipio XIV

5. Santa Maria Assunta e San Giuseppe a Primavalle
6. Santa Maria della Presentazione
7. Santa Maria della Salute
8. Nostra Signora di Guadalupe a Monte Mario
9. Santa Rita da Cascia a Monte Mario
10. San Francesco d’Assisi a Monte Mario
11. San Fulgenzio
12. San Gabriele Arcangelo
13. Santa Maria Mater Dei
14. Santa Maria Stella Matutina
15. Santa Paola Romana
16. San Pio X
17. Sant’Andrea Avellino
18. San Bartolomeo Apostolo
19. Santa Brigida di Svezia
20. Sant’Ilario di Poitiers
21. Santa Maddalena di Canossa
22. San Massimo
23. Nostra Signora di Fatima
24. Santi Ottavio e Compagni Martiri
25. Natività di Maria Santissima[5]
26. Sante Rufina e Seconda[5]

## Municipio XV
1. Sant’Alfonso de’ Liguori
2. Sant’Andrea Apostolo
3. Santa Chiara
4. San Crispino da Viterbo
5. Santi Elisabetta e Zaccaria
6. San Filippo Apostolo
7. San Gaetano
8. San Giuliano
9. Gran Madre di Dio

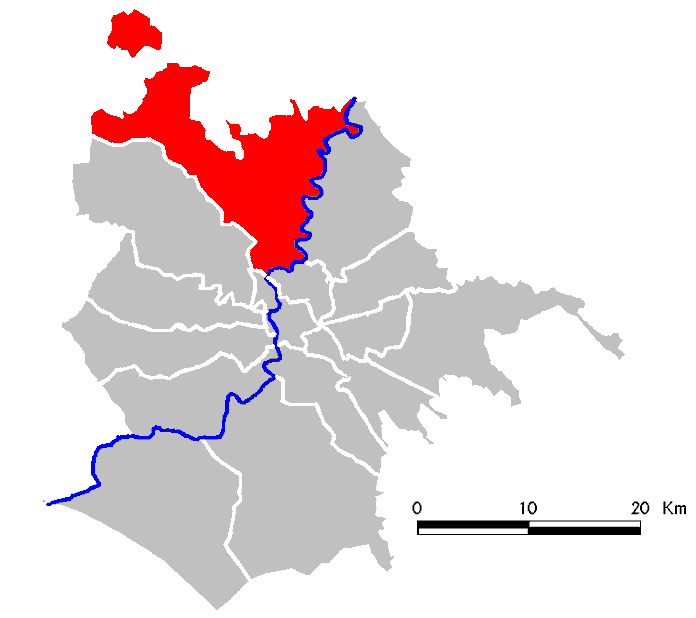
Karte des Municipio XV

10. Santa Maria Immacolata a Grottarossa
11. San Melchiade
12. Preziosissimo Sangue di Nostro Signore Gesù Cristo
13. Santa Rosa da Viterbo
14. Santi Urbano e Lorenzo a Prima Porta
15. Beata Vergine Maria Immacolata[5]
16. San Giovanni Battista[5]
17. Santa Maria di Loreto[5]
18. San Pancrazio[5]
19. Sacri Cuori di Gesù e Maria[5]

## Bemerkungen
1. ↑  Personalpfarrei des byzantinischen Ritus
2. 1 2  Bistum Tivoli
3. 1 2 3 4  Bistum Frascati
4. 1 2  Bistum Ostia.
5. 1 2 3 4 5 6 7 8 9 10 11 12 13 14 15  Bistum Porto-Rufina.